# Millhousebridge
 (septembre 2023).
Millhousebridge est un village situé dans le Dumfries and Galloway, en Écosse.